# Arnór Ingvi Traustason
Arnór Ingvi Traustason (Keflavík, 30 de abril de 1993) é um futebolista islandês que atua como meio-campo. Atualmente defende o Malmö.

## Carreira
Arnór Ingvi Traustason fez parte do elenco da Seleção Islandesa de Futebol da Eurocopa de 2016.